# مارینوس دوم
پاپ مارینوس دوم (به انگلیسی: Marinus II) یکی از پاپ‌های کلیسای کاتولیک رم بود که از ۹۴۲ تا ۹۴۶ میلادی پاپ بود.